# لیندا هوگان

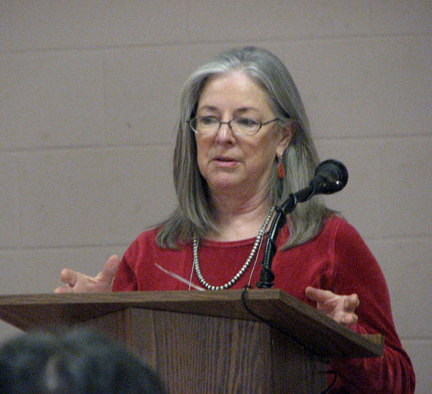
لیندا هوگان در حال صحبت کردن در بینگر، اوکلاهما، ۲۰۰۸

لیندا ک.هوگان (متولد ۱۹۴۷ دنور، کلرادو) یک شاعر سرخپوست، قصه گو، عضو فرهنگستان، نمایشنامه نویس، رمان نویس، طرفدارحفظ منابع طبیعی و نویسنده داستان‌های کوتاه است.